# 하국 (전한)
하국(夏國, ? ~ ?)은 전한 중기의 관료이다.

## 행적
원봉 3년(기원전 78년), 정위에 임명되었다.

## 출전
- 반고, 《한서》 권19하 백관공경표 下

| 전임 왕평 | 전한의 정위 기원전 78년 ~ 기원전 76년? | 후임 주수 |